# Teiiči Macumaru
Teiiči Macumaru (28. únor 1909 – 6. leden 1997) byl japonský fotbalista.

## Klubová kariéra
Hrával za Keio BRB.

## Reprezentační kariéra
Teiiči Macumaru odehrál za japonský národní tým v roce 1934 celkem 3 reprezentační utkání. S japonskou reprezentací se zúčastnil Her Dálného východu 1934.

## Statistiky
| Japonsko | Japonsko | Japonsko |
| Roky     | Záp.     | Góly     |
| -------- | -------- | -------- |
| 1934     | 3        | 0        |
| Celkem   | 3        | 0        |